# Букраба, Александр Кириллович
Александр Кириллович Букраба — советский военный деятель, организатор и участник партизанского движения в Великой Отечественной войне.

## Биография
Родился в 1914 году в деревне Новосёлки. Член КПСС.
Участник и организатор восстания против польских помещиков в родной деревне, заключённый.
В 1939—1941 гг. — секретарь Новоселковского волостного исполкома, директор Новоселковской школы.
Участник Великой Отечественной войны: партизан отряда имени А. В. Суворова, комиссар отряда имени Г. К. Орджоникидзе бригады имени В. М. Молотова Пинского соединения, военнослужащий в Польском штабе партизанского движения
В послевоенное время — заместитель председателя Дивинского, председатель Дивинского, Пружанского и Антопольского райисполкомов, первый секретарь Шарашовского и Пружанского райкомов КП Белоруссии.
В 1963—1965 гг. — председатель Брестского сельского облсовпрофа.
Постановлением Госсовета ПНР от 17.01.1964 за номером 0/27 был удостоен Золотого Креста Virtuti Militari.
В 1965—1975 гг. — председатель партийной комиссии при Брестском обкоме КП Белоруссии.
Умер в 1977 году в Бресте.

## Награды
- Орден Красного Знамени
- Орден Трудового Красного Знамени (1958)